# كأس البرتغال 1994–95
كأس البرتغال 1994–95 (بالبرتغالية: Taça de Portugal de 1994–95‏) هو موسم من كأس البرتغال. فاز فيه سبورتينغ لشبونة.